# Мюспак
Мюспа́к (фр. Muespach) — коммуна на северо-востоке Франции в регионе Гранд-Эст (бывший Эльзас — Шампань — Арденны — Лотарингия), департамент Верхний Рейн, округ Альткирш, кантон Альткирш. До марта 2015 года коммуна административно входила в состав упразднённого кантона Феррет (округ Альткирш).
Площадь коммуны — 11,37 км², население — 860 человек (2006) с тенденцией к стабилизации: 839 человек (2012), плотность населения — 73,8 чел/км².

## Население
Численность населения коммуны в 2011 году составляла 838 человек, а в 2012 году — 839 человек.
| 1962 | 1968 | 1975 | 1982 | 1990 | 1999 | 2006 | 2008 | 2011 | 2012 |
| ---- | ---- | ---- | ---- | ---- | ---- | ---- | ---- | ---- | ---- |
| 365  | 380  | 670  | 785  | 789  | 825  | 860  | 885  | 838  | 839  |

Динамика населения:

## Экономика
В 2010 году из 550 человек трудоспособного возраста (от 15 до 64 лет) 424 были экономически активными, 126 — неактивными (показатель активности 77,1 %, в 1999 году — 72,0 %). Из 424 активных трудоспособных жителей работали 402 человека (236 мужчин и 166 женщин), 22 числились безработными (10 мужчин и 12 женщин). Среди 126 трудоспособных неактивных граждан 25 были учениками либо студентами, 51 — пенсионерами, а ещё 50 — были неактивны в силу других причин.
На протяжении 2011 года в коммуне числилось 355 облагаемых налогом домохозяйств, в которых проживал 831 человек. При этом медиана доходов составила 32680 евро на одного налогоплательщика.

## Достопримечательности (фотогалерея)

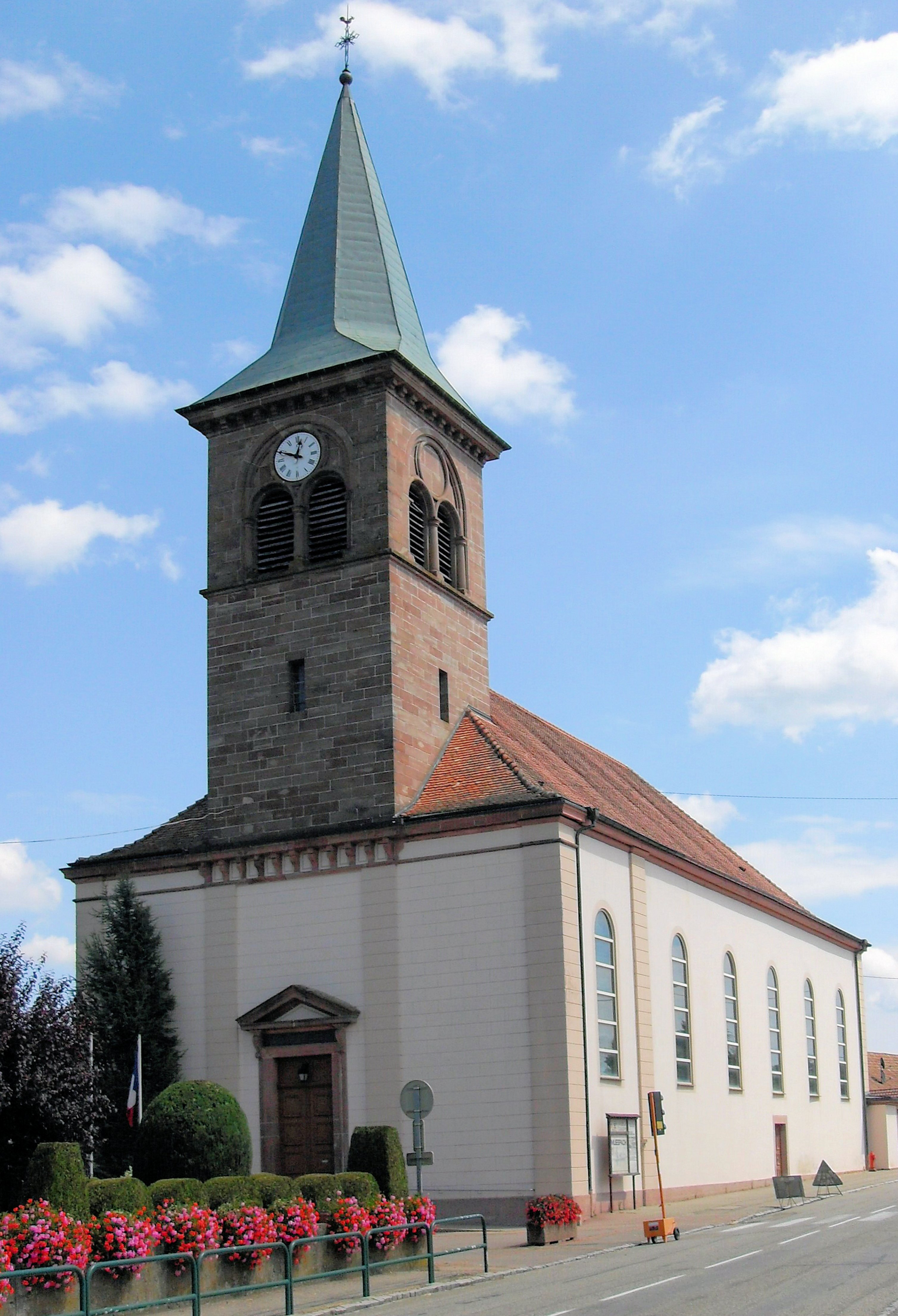
Церковь